# 친러
친러(러시아어: Русофильство, 영어: Russophilia) 또는 친러파(영어: pro-Russia)는 정치나 사회문화적 측면에서 러시아에 호의적이거나 친근한 감정을 갖는 개인이나 러시아를 중요시하는 외교 정책을 펼치는 것으로, 한국에서는 친일파나 친중파에 대비되는 의미로도 활용되었다.

## 설명
소비에트 연방은 다른 공산주의 국가들과 친하게 지냈다. 그러나 소련이 해체되자 독립 국가들 중 일부 국가(발트 3국(에스토니아, 라트비아, 리투아니아) 등)가 친서방 정책으로 가기 시작하였다. 기본적으로는 쿠바, 이란, 카자흐스탄, 조선민주주의인민공화국, 팔레스타인, 베네수엘라, 시리아, 니카라과, 벨라루스, 베트남 등을 친러시아 국가로 본다.
우크라이나의 경우는 유시첸코 정권의 친서방 정부가 들어서자 한동안은 러시아와 대립 관계에 놓여 있었다. 그러나 2010년 2월 8일에 실시된 대통령 선거에서 빅토르 야누코비치 후보가 대통령으로 당선되면서 우크라이나도 러시아와 관계가 좋아질 것으로 보였으나, 2014년 우크라이나 혁명으로 인해 빅토르 야누코비치 대통령이 축출되면서 양국 관계는 급격히 악화되었다.
조지아는 러시아와 매우 심한 갈등을 겪었고 2008년에 있었던 전쟁으로 외교관계가 단절되어 있다.
2008년에는 조지아의 자치 공화국인 남오세티야와 압하스 공화국을 인정한 러시아의 뒤를 이어 이들 국가의 독립을 인정한 니카라과, 베네수엘라, 나우루도 친러시아 국가로 할 수 있다.
알제리의 경우 1960년부터 소련을 비롯한 동구권 국가들에서 군 장교들의 교육과 훈련을 거의 대부분 실시해왔으며, 2014년 크림 위기 이후에도 러시아의 무기를 꾸준히 구입하는 모습을 보였으므로, 역시 친러시아 국가로 분류할 수 있다.
아르메니아는 원래부터 러시아랑 혈맹일 정도로 상당한 친러국가였으나 최근 민주화운동으로 정권이 교체되면서 사이가 급격하게 악화되었다. 하지만 2020년 나고르노카라바흐 분쟁으로 터키와 아제르바이잔의 충돌 위험 때문에 다시 러시아와 손을 잡고 관계가 회복되었다.
베트남이나 라오스를 비롯한 기타 비 서방국가도 친러시아 성향이라고 할 수 있다.

## 친러파에 대한 한국인의 시각
1903년 러일전쟁으로 치닫고 있을 때, 대한제국의 탁지부 대신이었던 이용익은 각료들 거의 대부분과 관리들이 그렇듯 열렬한 친러파로서 그때에 막 여순항에서 돌아와 일본의 이익에 대해 일련의 공격을 시작하고 있었다. 친러파와 친일파와의 갈등 속에서 그는 친러파를 대표하는 입장에 서 있었다. 친러파 인물들 중에는 이근택처럼 변절하여 일제에 충성을 바친 사람들도 있었지만, 이용익처럼 국권 침탈 이후에도 일제의 침략에 저항했던 사람도 있었다.
반(反) 러시아 운동을 벌였던 윤치호는 친일반민족행위자로서 친러파에 부정적인 시각을 지니고 있었는데, 그는 이용익을 러일 전쟁의 직접적인 원인을 제공한 인물의 한 사람으로 지목하여 비판하였다.
신문 보도에 의하면 민영휘 씨가 자기가 설립한 휘문의숙에 10만 원 가량을 내놓기로 했다고 한다. 조선일보는 사설을 통해 민씨가 도덕, 명성, 재력면에서 조선 최고라고 평했다. 이는 당치 않은 소리다. 민씨를 두고 도덕적이라고 평가하는 건, 아무리 극악무도한 방식으로 돈을 벌더라도 그 중 일부를 공익사업에 투자하기만 하면 그것으로 면죄부가 된다 라고 조선 쳥년들에게 가르치는 것이나 조금도 다를 바가 없다. 민영휘와 이용익, 전자는 청일전쟁, 후자는 러일 전쟁의 직접적인 원인을 제공한 인간들이다. 학교 하나를 후원한다고 해서, 아니 제 아무리 많은 학교를 후원한다 하더라도 이런 작자들은 절대로 용서받을 수가 없다.

## 세계 각국의 반응들
일본의 경우 근대 이후 러시아와의 관계가 그리 좋지 못하여, 러시아에 악감정을 가지고 있으며 러일 전쟁 및 할힌골 전투, 만주 전략공세작전 등 전쟁을 치르기도 하였다. 또한 전후 일본은 쿠릴 열도와 사할린을 두고 영토 분쟁을 벌이고 있다.
미국·유럽 연합 등의 반응은 오히려 공산주의에 대한 경계심으로, 초기부터 반러 감정은 아니였던 것이며, 점차 10월 혁명 및 블라디미르 레닌의 공산주의 정부를 수립하는 결과로 인해서 소비에트 연방을 연합군을 형성하여 공격하기도 하였다. 제2차 세계 대전 이후에도 철의 장막으로 인한 경계심은 오늘날에도 북대서양 조약기구 및 유럽 연합에서도 반러적인 성향은 남아있는 것이다.
우크라이나의 경우 2014년부터 행해지고 있는 러시아의 군사 개입으로 인해 현재 전반적으로 반러적인 여론이 좀 더 강한 편이다. 그러나 동남부 지역의 우크라이나인들의 경우 친러적 성향을 보이는 경우도 꽤 있다.
일반적으로 현대의 친러파는 반자유주의, 반서방적 외교 정책의 일환으로 친중파와 결을 같이 하는 경향이 있다. 그러나 항상 친러파가 친중파인 것은 아니다. 예를 들면 호주의 폴린 핸슨의 원 네이션은 반중 성향이지만 동시에 당수인 폴린 핸슨은 블라디미르 푸틴을 찬양하며 친러적 외교 정책을 주장하고 있다. 특히 유럽 연합의 존립을 반대하는 유럽의 극우 정당의 절대다수가 친러적 성향이 강한 경우가 많지만 친중적 성향은 별로 두드러지지 않는 편이다.

## 같이 보기
- 친서방
- 친소파
- 러시아의 정치
- 반러 감정
- 유럽회의주의